# Svezia ai XXIII Giochi olimpici invernali
La Svezia ha partecipato ai XXIII Giochi olimpici invernali, che si sono svolti dal 9 al 28 febbraio 2018 a PyeongChang in Corea del Sud con una delegazione composta da 116 atleti.

## Medaglie
| Riepilogo quotidiano | Riepilogo quotidiano | Riepilogo quotidiano | Riepilogo quotidiano | Riepilogo quotidiano | Riepilogo quotidiano |
| -------------------- | -------------------- | -------------------- | -------------------- | -------------------- | -------------------- |
| Giorno               | Data                 |                      |                      |                      | Totale               |
| 1º                   | 10                   | 1                    | 0                    | 0                    | 1                    |
| 2º                   | 11                   | 0                    | 0                    | 0                    | 0                    |
| 3º                   | 12                   | 0                    | 1                    | 0                    | 1                    |
| 4º                   | 13                   | 1                    | 0                    | 0                    | 1                    |
| 5º                   | 14                   | 0                    | 0                    | 0                    | 0                    |
| 6º                   | 15                   | 1                    | 1                    | 0                    | 0                    |
| 7º                   | 16                   | 1                    | 0                    | 0                    | 1                    |
| 8º                   | 17                   | 0                    | 1                    | 0                    | 1                    |
| 9º                   | 18                   | 0                    | 0                    | 0                    | 0                    |
| 10º                  | 19                   | 0                    | 0                    | 0                    | 0                    |
| 11º                  | 20                   | 0                    | 0                    | 0                    | 0                    |
| 12º                  | 21                   | 0                    | 1                    | 0                    | 1                    |
| 13º                  | 22                   | 1                    | 1                    | 0                    | 2                    |
| 14º                  | 23                   | 1                    | 0                    | 0                    | 1                    |
| 15º                  | 24                   | 0                    | 1                    | 0                    | 1                    |
| 16º                  | 25                   | 1                    | 0                    | 1                    | 2                    |
| Totale               | Totale               | 7                    | 6                    | 1                    | 14                   |

### Medagliere per discipline
| Sport        | Oro | Argento | Bronzo | Totale |
| ------------ | --- | ------- | ------ | ------ |
| Sci di fondo | 2   | 3       | 1      | 6      |
| Biathlon     | 2   | 2       | 0      | 4      |
| Sci alpino   | 2   | 0       | 0      | 2      |
| Curling      | 1   | 1       | 0      | 2      |
| Totale       | 7   | 6       | 1      | 14     |

### Medaglie d'oro
| Medaglia | Nome                                                                        | Sport        | Evento                      |
| -------- | --------------------------------------------------------------------------- | ------------ | --------------------------- |
| Oro      | Charlotte Kalla                                                             | Sci di fondo | Skiathlon                   |
| Oro      | Stina Nilsson                                                               | Sci di fondo | Sprint femminile            |
| Oro      | Hanna Öberg                                                                 | Biathlon     | Individuale femminile       |
| Oro      | Frida Hansdotter                                                            | Sci alpino   | Slalom speciale femminile   |
| Oro      | André Myhrer                                                                | Sci alpino   | Slalom speciale maschile    |
| Oro      | Peppe Femling Jesper Nelin Sebastian Samuelsson Fredrik Lindström           | Biathlon     | Staffetta 4x7,5 km maschile |
| Oro      | Anna Hasselborg Sara McManus Agnes Knochenhauer Sofia Mabergs Jennie Wåhlin | Curling      | Torneo femminile            |

### Medaglie d'argento
| Medaglia | Nome                                                                     | Sport        | Evento                        |
| -------- | ------------------------------------------------------------------------ | ------------ | ----------------------------- |
| Argento  | Sebastian Samuelsson                                                     | Biathlon     | 12,5 km inseguimento maschile |
| Argento  | Charlotte Kalla                                                          | Sci di fondo | 10 km femminile               |
| Argento  | Anna Haag Charlotte Kalla Ebba Andersson Stina Nilsson                   | Sci di fondo | Staffetta 4x5 km femminile    |
| Argento  | Charlotte Kalla Stina Nilsson                                            | Sci di fondo | Sprint a squadre femminile    |
| Argento  | Linn Persson Mona Brorsson Anna Magnusson Hanna Öberg                    | Biathlon     | Staffetta 4x6 km femminile    |
| Argento  | Niklas Edin Oskar Eriksson Rasmus Wranå Christoffer Sundgren Henrik Leek | Curling      | Torneo maschile               |

### Medaglie di bronzo
| Medaglia | Nome          | Sport        | Evento          |
| -------- | ------------- | ------------ | --------------- |
| Bronzo   | Stina Nilsson | Sci di fondo | 30 km femminile |

## Biathlon

### Femminile
La Svezia ha diritto a schierare 5 atlete in seguito ad aver terminato tra la sesta e la ventesima posizione del ranking femminile per nazioni della Coppa del Mondo di biathlon 2017.
| Gara                      | Atleta                                                | Penalità    | Tempo d'arrivo | Posizione |
| ------------------------- | ----------------------------------------------------- | ----------- | -------------- | --------- |
| 7,5 km sprint             | Mona Brorsson                                         | 2 (1+1)     | 22'42"2        | 27ª       |
| 7,5 km sprint             | Elisabeth Högberg                                     | 1 (0+1)     | 23'05"9        | 35ª       |
| 7,5 km sprint             | Hanna Öberg                                           | 1 (0+1)     | 21'47"0        | 7ª        |
| 7,5 km sprint             | Linn Persson                                          | 3 (1+2)     | 23'11"5        | 37ª       |
| 10 km inseguimento        | Mona Brorsson                                         | 1 (0+0+1+0) | 32'29"8        | 10ª       |
| 10 km inseguimento        | Elisabeth Högberg                                     | 2 (1+0+1+0) | 33'45"1        | 29ª       |
| 10 km inseguimento        | Hanna Öberg                                           | 3 (1+2+0+0) | 31'44"2        | 5ª        |
| 10 km inseguimento        | Linn Persson                                          | 3 (1+0+1+1) | 33'21"7        | 21ª       |
| 15 km individuale         | Mona Brorsson                                         | 2 (1+0+0+1) | 44'13"8        | 14ª       |
| 15 km individuale         | Anna Magnusson                                        | 2 (2+0+0+0) | 45'27"2        | 37ª       |
| 15 km individuale         | Hanna Öberg                                           | 0 (0+0+0+0) | 41'07"2        |           |
| 15 km individuale         | Linn Persson                                          | 1 (1+0+0+0) | 43'41"5        | 11ª       |
| 12,5 km partenza in linea | Mona Brorsson                                         | 1 (0+0+1+0) | 36'55"3        | 13ª       |
| 12,5 km partenza in linea | Hanna Öberg                                           | 1 (0+0+1+0) | 36'09"5        | 5ª        |
| 12,5 km partenza in linea | Linn Persson                                          | 2 (1+0+0+1) | 37'54"5        | 22ª       |
| Staffetta 4x6 km          | Linn Persson Mona Brorsson Anna Magnusson Hanna Öberg | 12 (0+12)   | 1h12'14"1      |           |

### Maschile
La Svezia ha diritto a schierare 5 atleti in seguito ad aver terminato tra la sesta e la ventesima posizione del ranking maschile per nazioni della Coppa del Mondo di biathlon 2017.
| Gara                    | Atleta                                                            | Penalità    | Tempo d'arrivo | Posizione |
| ----------------------- | ----------------------------------------------------------------- | ----------- | -------------- | --------- |
| 10 km sprint            | Peppe Femling                                                     | 2 (1+1)     | 24'52"2        | 32º       |
| 10 km sprint            | Fredrik Lindström                                                 | 3 (2+1)     | 25'14"1        | 39º       |
| 10 km sprint            | Jesper Nelin                                                      | 3 (1+2)     | 24'46"8        | 30º       |
| 10 km sprint            | Sebastian Samuelsson                                              | 2 (2+0)     | 24'12"6        | 14º       |
| 12,5 km inseguimento    | Peppe Femling                                                     | 5 (1+1+1+2) | 37'45"8        | 42º       |
| 12,5 km inseguimento    | Fredrik Lindström                                                 | 5 (0+2+2+1) | 36'41"5        | 29º       |
| 12,5 km inseguimento    | Jesper Nelin                                                      | 4 (0+1+1+2) | 35'15"5        | 18º       |
| 12,5 km inseguimento    | Sebastian Samuelsson                                              | 1 (0+0+1+0) | 33'03"7        |           |
| 20 km individuale       | Fredrik Lindström                                                 | 1 (0+0+0+1) | 49'25"9        | 8º        |
| 20 km individuale       | Jesper Nelin                                                      | 3 (0+0+0+3) | 50'37"1        | 24º       |
| 20 km individuale       | Martin Ponsiluoma                                                 | 2 (2+0+0+0) | 51'56"6        | 38º       |
| 20 km individuale       | Sebastian Samuelsson                                              | 1 (0+0+1+0) | 48'32"9        | 4º        |
| 15 km partenza in linea | Fredrik Lindström                                                 | 3 (0+0+2+1) | 37'02"6        | 15º       |
| 15 km partenza in linea | Jesper Nelin                                                      | 2 (0+2+0+0) | 36'21"9        | 9º        |
| 15 km partenza in linea | Sebastian Samuelsson                                              | 4 (0+1+2+1) | 37'58"8        | 23º       |
| Staffetta 4x7,5 km      | Peppe Femling Jesper Nelin Sebastian Samuelsson Fredrik Lindström | 7 (0+7)     | 1h15'16"5      |           |

### Gare miste
| Gara                        | Atleti                                                   | Penalità | Tempo d'arrivo | Posizione |
| --------------------------- | -------------------------------------------------------- | -------- | -------------- | --------- |
| Staffetta 2x6 km + 2x7,5 km | Mona Brorsson Hanna Öberg Jesper Nelin Fredrik Lindström | 10 (2+8) | 1h11'07"5      | 11        |

## Curling

### Torneo maschile
La Svezia ha diritto a partecipare al torneo maschile di curling dopo aver concluso tra le prime sette posizioni nel ranking per la qualificazione alle Olimpiadi..
| Squadre       | G | V | P | PF | PS |
| ------------- | - | - | - | -- | -- |
| Canada        | 0 | 0 | 0 | 0  | 0  |
| Corea del Sud | 0 | 0 | 0 | 0  | 0  |
| Giappone      | 0 | 0 | 0 | 0  | 0  |
| Gran Bretagna | 0 | 0 | 0 | 0  | 0  |
| Norvegia      | 0 | 0 | 0 | 0  | 0  |
| Stati Uniti   | 0 | 0 | 0 | 0  | 0  |
| Svezia        | 0 | 0 | 0 | 0  | 0  |
| Svizzera      | 0 | 0 | 0 | 0  | 0  |
| Danimarca     | 0 | 0 | 0 | 0  | 0  |
| Italia        | 0 | 0 | 0 | 0  | 0  |

### Torneo femminile
La Svezia ha diritto a partecipare al torneo femminile di curling dopo aver concluso tra le prime sette posizioni nel ranking per la qualificazione alle Olimpiadi..
| Squadre                      | G | V | P | PF | PS |
| ---------------------------- | - | - | - | -- | -- |
| Canada                       | 0 | 0 | 0 | 0  | 0  |
| Corea del Sud                | 0 | 0 | 0 | 0  | 0  |
| Giappone                     | 0 | 0 | 0 | 0  | 0  |
| Gran Bretagna                | 0 | 0 | 0 | 0  | 0  |
| Atleti Olimpici dalla Russia | 0 | 0 | 0 | 0  | 0  |
| Stati Uniti                  | 0 | 0 | 0 | 0  | 0  |
| Svezia                       | 0 | 0 | 0 | 0  | 0  |
| Svizzera                     | 0 | 0 | 0 | 0  | 0  |
| Cina                         | 0 | 0 | 0 | 0  | 0  |
| Danimarca                    | 0 | 0 | 0 | 0  | 0  |

## Hockey sul ghiaccio

### Torneo maschile
La Svezia ha diritto a partecipare al torneo femminile di hockey sul ghiaccio in seguito ad aver concluso in terza posizione nel ranking IHHF nel 2016.
| Pos. |           | PG | V | VOT | POT | P | GF | GS | DR | Pt |
| 1.   | Svezia    | 0  | 0 | 0   | 0   | 0 | 0  | 0  | 0  | 0  |
| 2.   | Finlandia | 0  | 0 | 0   | 0   | 0 | 0  | 0  | 0  | 0  |
| 3.   | Norvegia  | 0  | 0 | 0   | 0   | 0 | 0  | 0  | 0  | 0  |
| 4.   | Germania  | 0  | 0 | 0   | 0   | 0 | 0  | 0  | 0  | 0  |

### Torneo femminile
La Svezia ha diritto a partecipare al torneo femminile di hockey sul ghiaccio in seguito ad aver concluso in quinta posizione nel ranking IHHF nel 2016.
| Pos. |               | PG | V | VOT | POT | P | GF | GS | DR | Pt |
| 1.   | Svezia        | 0  | 0 | 0   | 0   | 0 | 0  | 0  | 0  | 0  |
| 2.   | Svizzera      | 0  | 0 | 0   | 0   | 0 | 0  | 0  | 0  | 0  |
| 3.   | Giappone      | 0  | 0 | 0   | 0   | 0 | 0  | 0  | 0  | 0  |
| 4.   | Corea del Sud | 0  | 0 | 0   | 0   | 0 | 0  | 0  | 0  | 0  |

## Pattinaggio di figura
La Svezia ha qualificato nel pattinaggio di figura due atleti in seguito al 2017 CS Nebelhorn Trophy.
| Gara      | Atleta              | Programma corto | Programma corto | Programma libero | Programma libero | Totale | Totale    |
| Gara      | Atleta              | Punti           | Posizione       | Punti            | Posizione        | Punti  | Posizione |
| --------- | ------------------- | --------------- | --------------- | ---------------- | ---------------- | ------ | --------- |
| Maschile  | Quota non assegnata |                 |                 |                  |                  |        |           |
| Femminile | Quota non assegnata |                 |                 |                  |                  |        |           |

## Pattinaggio di velocità
| Gara   | Atleta            | Tempo   | Tempo   | Tempo   | Posizione |
| ------ | ----------------- | ------- | ------- | ------- | --------- |
| 5000 m | Nils van der Poel | 6'19"06 | 6'19"06 | 6'19"06 | 14º       |

## Sci di fondo
La Svezia ha qualificato nello sci di fondo un totale di venti atleti, dieci uomini e dieci donne.

### Donne
| Gara      | Atleta          | Tempo gara unica | Tempo gara unica | Tempo gara unica | Tempo gara unica | Posizione | Posizione | Posizione | Posizione |
| --------- | --------------- | ---------------- | ---------------- | ---------------- | ---------------- | --------- | --------- | --------- | --------- |
| Skiathlon | Charlotte Kalla | 40:44.9          | 40:44.9          | 40:44.9          | 40:44.9          |           |           |           |           |
| Skiathlon | Ebba Andersson  | 40:55.8          | 40:55.8          | 40:55.8          | 40:55.8          | 4º        | 4º        | 4º        | 4º        |
| Skiathlon | Stina Nilsson   | 44:01.8          | 44:01.8          | 44:01.8          | 44:01.8          | 10º       | 10º       | 10º       | 10º       |
| Skiathlon | Anna Haag       | 46:44.5          | 46:44.5          | 46:44.5          | 46:44.5          | 32º       | 32º       | 32º       | 32º       |

## Sci freestyle
La Svezia ha qualificato nello sci quattordici atleti, quattro donne e dieci uomini.

### Gobbe
| Atleta            | Evento    | Qualificazione | Qualificazione | Qualificazione | Qualificazione | Qualificazione | Qualificazione | Qualificazione | Qualificazione | Finale          | Finale          | Finale          | Finale          | Finale          | Finale          | Finale          | Finale          | Finale          | Finale          | Finale          | Finale    |
| Atleta            | Evento    | Run 1          | Run 1          | Run 1          | Run 1          | Run 2          | Run 2          | Run 2          | Run 2          | Run 1           | Run 1           | Run 1           | Run 1           | Run 2           | Run 2           | Run 2           | Run 2           | Run 3           | Run 3           | Run 3           | Run 3     |
| Atleta            | Evento    | Tempo          | Punti          | Totale         | Posizione      | Tempo          | Punti          | Totale         | Posizione      | Tempo           | Punti           | Totale          | Posizione       | Tempo           | Punti           | Totale          | Posizione       | Tempo           | Punti           | Totale          | Posizione |
| ----------------- | --------- | -------------- | -------------- | -------------- | -------------- | -------------- | -------------- | -------------- | -------------- | --------------- | --------------- | --------------- | --------------- | --------------- | --------------- | --------------- | --------------- | --------------- | --------------- | --------------- | --------- |
| Felix Elofsson    | Maschile. | 24.65          | 58.36          | 73.85          | 18             | 25.14          | 58.43          | 73.28          | 14             | non qualificato | non qualificato | non qualificato | non qualificato | non qualificato | non qualificato | non qualificato | non qualificato | non qualificato | non qualificato | non qualificato | 24        |
| Ludvig Fjällström | Maschile. | 25.07          | 53.63          | 68.57          | 25             | 26.51          | 57.32          | 70.36          | 16             | non qualificato | non qualificato | non qualificato | non qualificato | non qualificato | non qualificato | non qualificato | non qualificato | non qualificato | non qualificato | non qualificato | 26        |
| Walter Wallberg   | Maschile. | 25.67          | 59.46          | 73.61          | 19             | 25.05          | 59.50          | 74.47          | 11             | non qualificato | non qualificato | non qualificato | non qualificato | non qualificato | non qualificato | non qualificato | non qualificato | non qualificato | non qualificato | non qualificato | 21        |

## Short track
La Svezia ha qualificato nello short track un atleta.

### Uomini
| Gara   | Atleta              | Batterie | Batterie  | Quarti di finale | Quarti di finale | Semifinali | Semifinali | Finale | Finale    |
| Gara   | Atleta              | Tempo    | Posizione | Tempo            | Posizione        | Tempo      | Posizione  | Tempo  | Posizione |
| ------ | ------------------- | -------- | --------- | ---------------- | ---------------- | ---------- | ---------- | ------ | --------- |
| 1500 m | Quota non assegnata |          |           |                  |                  |            |            |        |           |